# خوليو سيزار غونزاليس ترينيداد
خوليو سيزار غونزاليس ترينيداد (بالإسبانية: Julio César González Trinidad)‏ هو لاعب كرة قدم باراغواياني في مراكز قلب الدفاع والدفاع وحراسة المرمى، ولد في 28 يونيو 1992 في Carapeguá ‏ في باراغواي. لعب مع ديفنسا خوستيكا.

## وصلات خارجية
- خوليو سيزار غونزاليس ترينيداد على موقع قاعدة بيانات كرة القدم.إي يو (الإنجليزية)
- خوليو سيزار غونزاليس ترينيداد على موقع Soccerway.com (الإنجليزية)